# Штаб-квартира Банку Грузії
Штаб-квартира Банку Грузії (груз. საქართველოს ბანკის სათავო ოფისი), раніше Будівля Міністерства автомобільних доріг Грузинської РСР (груз. საქართველოს საავტომობილო გზების სამინისტროს შენობა) побудована в 1975 році в Тбілісі за проектом архітекторів Георгія Чахави і Зураба Джалагханії.

## Історія
У момент проектування будівлі Міністерства Георгій Чахава був заступником міністра автомобільних доріг і, таким чином, був одночасно відповідальним представником замовника забудови і провідним архітектором. Він сам вибрав місце. Замовлення безпосередньо надавалося державою, без конкурсу. Будівля була однією з небагатьох індивідуально розроблених будівель в Грузії протягом радянського періоду. Учасниками проекту були архітектори Г. Чахава і З. Джалагханія, інженери Т. Тхілава і А. Кімберг.
У 2007 будівля визнана національним пам'ятником архітектури відповідно до законів Про охорону пам'яток архітектури.
В даний час належить Банку Грузії і використовується ним як офісна будівля.

## Архітектура
Розташована на західному березі річки Кури, на крутому спуску із заходу на схід. Значна частина будівлі піднята над землею, і під будівлею розстеляється природний ландшафт, включаючи маленький струмок. Будівля видно здалеку, три йдуть на північ магістралі проходять повз нього. Входи в споруду розташовані у високому і низькому кінцях.
Конструкція складається з п'яти горизонтальних, двоповерхових поперечних балок (ригелів), які виглядають як ніби складеними один на одного. Три з них проходять в напрямку зі сходу на захід, поперек до схилу, і два — в напрямку з півночі на південь, уздовж схилу. Вони спираються на ригелі, що розташовані внизу.
Горизонтальні двоповерхові балки кріпляться на трьох стрижнях. У них розташовуються сходи і ліфти, найвище ядро має 18 поверхів. Несучі конструкції виконані зі сталі і залізобетону і спираються на масивну скелю. Будівля має площу 10 960 м².